# دودرو
دودرو (به اسپانیایی: Dodro) یکی از دهستان‌های اسپانیا است که در لاکرونیا واقع شده‌است.

## خصوصیات
دودرو ۳۶٫۵ کیلومترمربع مساحت و ۳٬۱۶۲ نفر جمعیت دارد.